# Distrometer

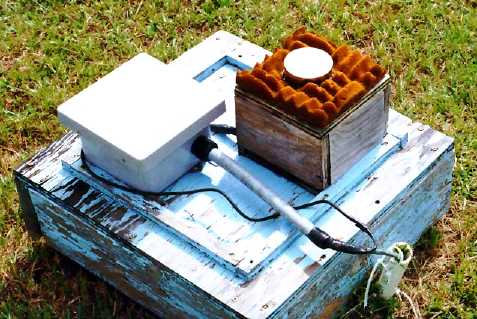
Distrometer

Ein Distrometer (engl. disdrometer) ist ein von den Schweizern Jürg Joss und Albert Waldvogel erfundenes elektronisches Gerät zur Messung der Niederschlagsmenge und -art an einem bestimmten Ort.
Im Gegensatz zu analogen Anlagen, die im Wesentlichen aus einem im Freien aufgestellten Messbecher bestehen, in welchem Regenwasser und der zu Wasser schmelzende Schnee gesammelt werden, funktioniert ein Distrometer als automatischer Regenmesser (Ombrometer), der auch über die Art des Niederschlags und nicht nur über dessen Menge Auskunft gibt. Des Weiteren messen Distrometer den Niederschlag zeitlich kontinuierlich.

## Funktionsprinzip
Das Distrometer besteht äußerlich aus einem ca. 30 cm hohen Metallzylinder, dessen obere Deckfläche aus einer Messmembran, auf die der zu messende Niederschlag fällt, gefertigt ist. Jeder einzelne auftreffende Regentropfen überträgt auf diese Membran einen gewissen Impuls, der im Wesentlichen von seiner Masse und damit von seinem Volumen abhängig ist. Dieser Impuls wird in ein elektrisches Signal umgewandelt.
Das Distrometer zählt somit die auf die Membranfläche niederfallenden Regentropfen und dokumentiert gleichzeitig deren Größe. Die Tropfen werden bezüglich ihres Volumens in sog. Distrometerklassen eingeteilt. Aus der Information wie viele Tropfen welcher Klasse niedergefallen sind, lässt sich leicht die Niederschlagsmenge errechnen; des Weiteren wird dokumentiert, um welche Art des Niederschlags (Nieseln, Regen, Schauer, Gewitter etc.) es sich handelte.
Modernere Distrometer verwenden als Messprinzip einen Laserstrahl, welcher durch niederfallende Regentropfen unterbrochen wird; jede Unterbrechung wird gezählt und dokumentiert.
Als Messergebnisse liefern Distrometer für gewöhnlich Schaubilder, die auf der x-Achse die Distrometerklassen und auf der y-Achse die Anzahl der jeweiligen Regentropfen auftragen. Typischerweise ergeben sich Messkurven in Form der Gamma-Verteilung.